# 阿漕焼
阿漕焼（あこぎやき）は、三重県津市で焼かれる陶器。名の由来は地名の阿漕浦に因む。萬古焼の流れを汲み、200年余りの歴史がある。三重県指定伝統工芸品。

## 歴史
阿漕焼の元祖は、萬古焼の祖 沼波弄山の弟子であった沼波瑞牙であるとされる。瑞牙は藤堂藩の招聘によって当時の安東村にて窯場を開き、萬古焼を焼き始めた。このため、当初は「安東焼」といわれたが、10年程度で途絶えた。嘉永年間（1848～54年）、津藩が陶芸家の倉田久八に再興を命じて復活する。安東村観音寺から船頭町へ移転して「御納戸焼」とも呼ばれた。明治時代に入ると、藤堂藩からの支援がなくなり、常用食器を制作するようになる。この頃から阿漕浦に因んで「阿漕焼」と呼ばれるようになった。1890年までに廃窯した。
一方で、船頭町の廃窯の頃、贄崎で土手阿漕が操業を開始し、「阿漕」の窯印が広く用いられるようになった。しかし、土手阿漕も1897年頃に解散する。その後、会社阿漕（1901 - 05年）、小島阿漕（1905 - 1909年）、上島阿漕（1907 - 1922年）、重富阿漕（1922 - 1926年）、福森阿漕（1931年 - ）と、いくつもの窯が衰退と復興を繰り返した。
昭和になって、津市長堀川美哉は萬古焼職人の福森円二を招き、阿漕焼を再び盛り返そうと図った。当初は厳しい経営が続いていたが、戦後になって日用雑器から付加価値の高い茶器に対象を転換し、阿漕焼は再興を果たした。
器自体は萬古焼の流れを汲みながら、九谷焼のような絵付けを施すのが特徴。朱や緑、黄色、紫、紺青など艶やかな色彩を巧みに用いる。また、時代によって様々な形態が見られる。

## 主な作品
- 窯変耳付瓢箪水指 - 福田長兵衛作
- 茶碗
- 花瓶
- 茶入